# Mercedes-Benz USA
Mercedes-Benz USA, LLC (MBUSA) ist die Vertriebsgesellschaft für PKW der Mercedes-Benz Group in den Vereinigten Staaten mit Sitz in Dunwoody (DeKalb County, Georgia). Sie ist eine Tochter der Mercedes-Benz AG und vertreibt heute PKW der Marken Mercedes-Benz und Smart, sowie Mercedes-Benz Transporter.
Mercedes-Benz USA wurde 1965 gegründet, um den Vertrieb auf dem wichtigsten Auslandsmarkt in den Konzern zu integrieren. Vorher wurde der Vertrieb durch Partner übernommen. Heute ist Mercedes-Benz USA nach Absatz die zweitgrößte PKW-Vertriebsorganisation des Daimlerkonzerns. MBUSA tritt selbst als Händler auf (z. B. in Manhattan), die meisten Autohäuser sind jedoch Vertragshändler.
MBUSA beschäftigt etwa 1400 Mitarbeiter und wurde von der Fortune mehrfach als Top-Arbeitgeber ausgezeichnet.
Im Juli 2015 wurde der Hauptsitz von MBUSA von Montvale nach Dunwoody bei Atlanta im US-Bundesstaat Georgia verlegt. Durch den Umzug werden ca. 1000 Mitarbeiter in die Region verlegt bzw. neue Arbeitsplätze dort erschaffen.

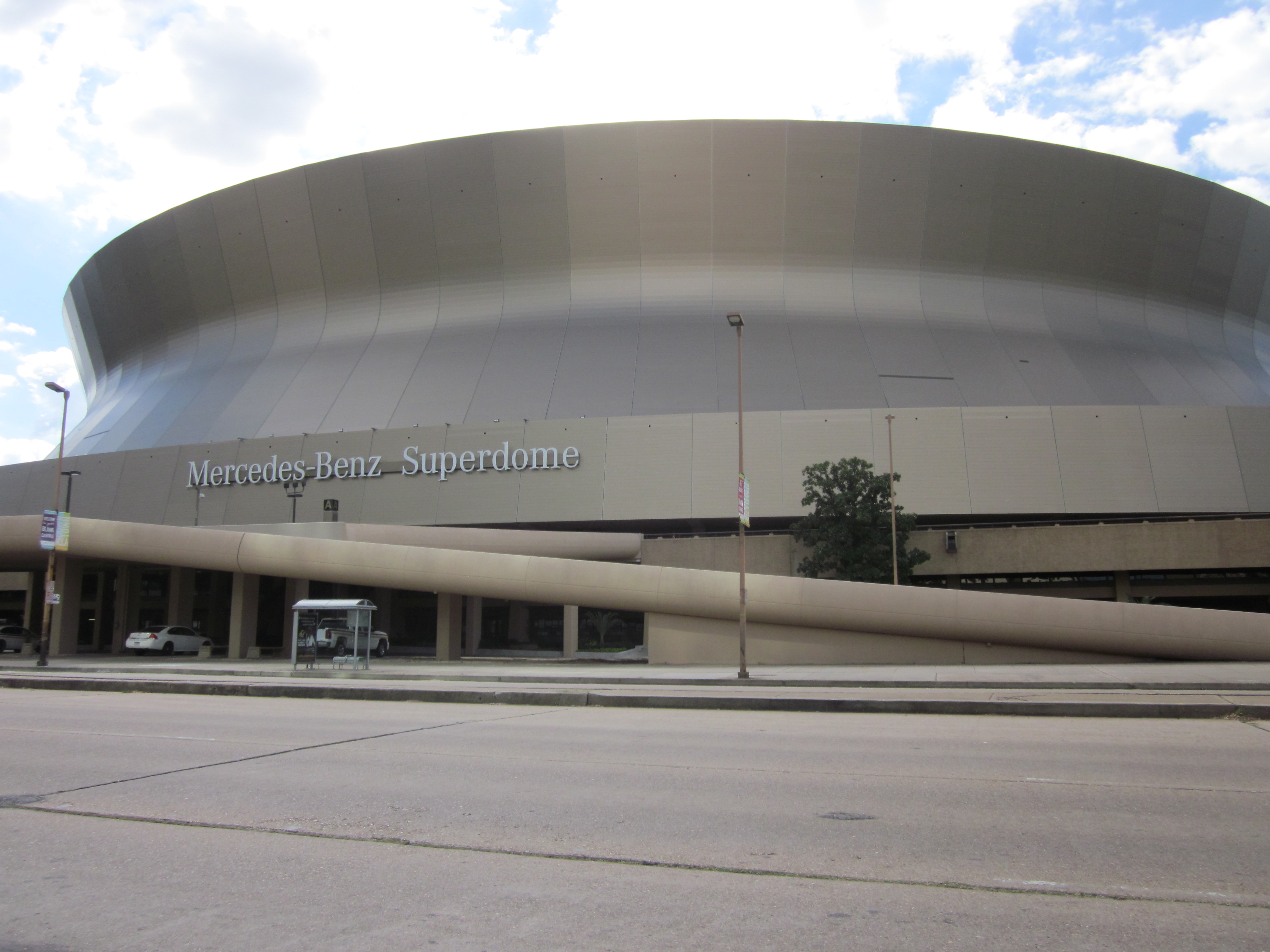
Mercedes-Benz Superdome in New Orleans

Mercedes-Benz USA trat von 2011 bis 2021 als Namenssponsor des Louisiana Superdome auf. 2015 erwarb das Unternehmen ebenfalls die Namensrechte am 2017 eröffneten New Atlanta Stadium.